# MadWorld
MadWorld (マッドワールド?, Maddo Wārudo) è un videogioco di tipo beat 'em up del 2009, uscito per Nintendo Wii, sviluppato da Platinum Games e prodotto da SEGA.

## Trama
Il protagonista è Jack Cayman, ex-agente di polizia con una motosega sul braccio destro che viene mandato a partecipare al "DeathWatch", evento molto simile alle olimpiadi in cui lo scopo principale è uccidere evitando di essere uccisi; il tutto viene costantemente ripreso da un network televisivo (con tanto di telecronaca sboccata), quasi la parodia di un reality-show. All'inizio del gioco ci troveremo a Jefferson Island, un'isola la cui popolazione è stata colpita da un virus misterioso. Jack lotta e si sposta attraverso i livelli alla ricerca dell'antidoto ma scopre via via che dietro la vicenda si cela un intrigo colossale.

## Modalità di gioco
In MadWorld ci si muove utilizzando lo stick analogico del Nunchuk, mentre per eseguire le varie mosse è necessario utilizzare il Wiimote; è possibile eseguire delle "mosse finali" (simili alle fatality di Mortal Kombat) che ci permetteranno di ottenere un punteggio più alto. In ogni livello bisogna raggiungere un certo punteggio per accedere alla sfida con il boss e per sbloccare nuove armi da far usare a Jack; saranno presenti in quasi tutti i livelli le "BloodBath Challenge" nelle quali dovremo uccidere i nemici nei modi più stravaganti per guadagnare punti extra. Si può inoltre giocare con un amico cercando di stabilire il punteggio più alto nelle "BloodBath Challenge" sbloccate in precedenza.

## Arene e Boss

### Varrigan City
- Central Station: la stazione metropolitana di Varrigan City, trasformata in un'arena mortale. Presenta diverse battaglie Bloodbath, quali il Turbinator, reattore d'aereo dove lanciare gli avversari, o il Rocket Reamer, treno che passa ad altissima velocità, investendo tutto e tutti. Il boss è Little Eddie, un gigante infantile, armato di palla chiodata e dotato di una forza fisica immensa. Jack lo uccide colpendolo ripetutamente sulla faccia con la sua stessa arma, per poi colpirlo fortemente sulla testa facendola entrare nella cassa toracica.

- Downtown: le sfide presenti sono la Death Press, ossia una pressa gigante dove bisogna lanciare più nemici possibili prima che si abbassi, e per la prima volta compare il ManDarts, ossia un gigantesco bersaglio da freccette dove le freccette saranno appunto i vostri avversari. Il boss è Jude The Dude, un cow-boy armato di due pistole e pattini a lame. Jack lo finisce rubandogli le pistole e sparandogli fino a quando il busto rimane privo di carne.

Il motivo per la quale è stata tagliata probabilmente è perché risultava meno spettacolare di quella usata per la versione definitiva.

## Comparto tecnico
MadWorld somiglia molto al Sin City di Frank Miller per lo stile grafico, e il protagonista molto somigliante con il personaggio Marv di Sin City.
il gioco infatti è completamente in bianco e nero, ad eccezione del sangue che è ovviamente rosso. Riprende anche lo stile dei B-movie e del genere distopico, come Anno 2000 - La corsa della morte, di cui riprende la violenza come reality show a punteggio, o 1997: Fuga da New York. Da quest'ultimo in particolare il gioco sembra riprendere l'idea della città usata come "contenitore per criminali" (nel film Manhattan era un carcere di massima sicurezza, in MadWorld è un'arena di gioco), il personaggio carico di humour nero ed il finale. La motosega al braccio di Jack, invece, potrebbe essere ispirata dal film L'armata delle tenebre. Secondo la critica specializzata, MadWorld offre il miglior comparto tecnico della sua generazione, soprattutto per lo stile e il design in stile graphic novel, uno stile ormai usato raramente con l'avvento del fotorealismo e del 3D nel panorama videoludico.

## Ispirazione
Il DeathWatch presenta molte somiglianze con il Programma del romanzo Battle Royale e dell'omonimo manga: in entrambi i casi i partecipanti sono su un'isola senza via di fuga, e si dovranno uccidere l'un l'altro finché non ne sopravviverà uno a cui sarà concessa la libertà; inoltre sono tenuti costantemente d'occhio dagli organizzatori e perdono la vita nel caso si rifiutino di uccidere gli avversari.

## Vendite
Il gioco, estremamente violento e pregno di linguaggio scurrile, è rivolto principalmente ad un pubblico adulto e può risultare un po' complesso anche a causa della sua impostazione che ricorda i picchiaduro a scorrimento dell'era dei giochi a 8 e 16 bit. Al lancio MadWorld ha venduto poco più di 60 000 copie nel mondo (escluso il Giappone dove è stato messo in vendita alcuni mesi dopo), ma le vendite non si sono arrestate subito e il gioco è arrivato a vendere più di 500 000 copie a livello mondiale, segnando un eccellente risultato vista la particolarità e l'originalità del gioco.